# Distretto di Jinping
Il distretto di Jinping (金平区S, JīnpíngP) è un distretto della Cina, situato nella provincia del Guangdong e amministrato dalla prefettura di Shantou.